# Coppa delle nazioni del Golfo 2019
La Coppa delle nazioni del Golfo 2019 è stata la 24ª edizione del torneo, e si è svolta in Qatar dal 26 novembre all'8 dicembre 2019. Il trofeo è stato vinto per la prima volta dal Bahrein, che in finale ha battuto per 1-0 l'Arabia Saudita.

## Squadre partecipanti

Sodefi, la mascotte dell'edizione 2019

Di seguito le nazioni partecipanti.
- Kuwait
- Arabia Saudita
- Bahrein
- Oman (campione in carica)
- Iraq
- Emirati Arabi Uniti
- Yemen
- Qatar (paese organizzatore)

## Stadi
| Doha                          | Doha                        | Al Wakrah        | Doha Al Wakrah |
| ----------------------------- | --------------------------- | ---------------- | -------------- |
| Stadio internazionale Khalifa | Stadio Abdullah bin Khalifa | Stadio Al-Janoub | Doha Al Wakrah |
| Capienza: 40 000              | Capienza: 12 000            | Capienza: 40 000 | Doha Al Wakrah |
|                               |                             |                  | Doha Al Wakrah |

## Arbitri
Arbitri
- Ammar Ebrahim Mahfoodh (Bahrain)
- Ali Abdulnabi Al Samaheeji (Bahrain)
- Alexandre Boucaut (Belgio)
- Mohammed Abdulla Hassan Mohamed (Emirati Arabi Uniti)
- Ammar Al-Jeneibi (Emirati Arabi Uniti)
- Ryuji Sato (Giappone)
- Mohanad Qasim Sarray (Iraq)
- Ali Sabah Adday Al Qaysi (Iraq)
- Ali Shaban (Kuwait)
- Ahmad Al-Ali (Kuwait)
- Abdullah Jamali (Kuwait)
- Ahmed Al-Kaf (Oman)
- Omar Al Yaqoubi (Oman)
- Khamis Al Marri (Qatar)
- Lionel Tschudi (Svizzera)

Assistenti arbitri
- Yaser Tulefat (Bahrain)
- Salah Abdulaziz Janahi (Bahrain)
- Karel De Rocker (Belgio)
- Florian Lemaire (Belgio)
- Mohamed Ahmed Al Hammadi (Emirati Arabi Uniti)
- Hasan Mohamed Al Mahri (Emirati Arabi Uniti)
- Akane Yagi (Giappone)
- Osamu Nonura (Giappone)
- Hayder Ubaydee (Iraq)
- Maytham Al Gburi (Iraq)
- Abbas Gholoum (Kuwait)
- Humoud Al-Sahli (Kuwait)
- Abu Bakar Al Amri (Oman)
- Saif Al Ghafri (Oman)
- Ramzan Saeed Al-Naemi (Qatar)
- Mohammad Dharman (Qatar)
- Jan Köbeli (Svizzera)

## Fase a gironi

### Gruppo A
| Pos. | Squadra             | Pt | G | V | N | P | GF | GS | DR |
| ---- | ------------------- | -- | - | - | - | - | -- | -- | -- |
| 1.   | Iraq                | 7  | 3 | 2 | 1 | 0 | 4  | 1  | +3 |
| 2.   | Qatar               | 6  | 3 | 2 | 1 | 0 | 11 | 4  | +7 |
| 3.   | Emirati Arabi Uniti | 3  | 3 | 1 | 0 | 2 | 5  | 6  | -1 |
| 4.   | Yemen               | 1  | 3 | 0 | 1 | 2 | 0  | 9  | -9 |

| Arbitro: | Lionel Tschudi |

|           |           |                |
| Hatem 49’ | Marcatori | 19’, 27’ Qasim |

| Arbitro: | Ahmed Al-Kaf |

|                        |           |  |
| 21’, 38’, 54’ Mabkhout | Marcatori |  |

| Arbitro: | Alexandre Boucaut |

|  |           |                          |
|  | Marcatori | 6’ Abbas 37’ Abdul-Zahra |

| Arbitro: | Ali Shaban |

|  |           |                                                           |
|  | Marcatori | 29’, 36’, 72’ (rig.) Hassan 57’ Ali 85’ Al-Ahrak 90’ Afif |

| Arbitro: | Ryuji Sato |

|                                                  |           |                          |
| Afif 20’, 28’ (rig.) Al-Haydos 53’ Khoukhi 90+5’ | Marcatori | 33’ (rig.), 77’ Mabkhout |

| Doha 2 dicembre 2019, ore 17:30 | Iraq         | 0 – 0 referto | Yemen | Stadio Abdullah bin Khalifa\| Arbitro: \| Ahmad Al-Ali \| |
| Arbitro:                        | Ahmad Al-Ali |               |       |                                                           |

### Gruppo B
| Pos. | Squadra        | Pt | G | V | N | P | GF | GS | DR |
| ---- | -------------- | -- | - | - | - | - | -- | -- | -- |
| 1.   | Arabia Saudita | 6  | 3 | 2 | 0 | 1 | 6  | 4  | +2 |
| 2.   | Bahrein        | 4  | 3 | 1 | 1 | 1 | 4  | 4  | 0  |
| 3.   | Oman           | 4  | 3 | 1 | 1 | 1 | 3  | 4  | -1 |
| 4.   | Kuwait         | 3  | 3 | 1 | 0 | 2 | 6  | 7  | -1 |

| Doha 27 novembre 2019, ore 17:30 | Oman              | 0 – 0 referto | Bahrein | Stadio Abdullah bin Khalifa (3,400 spett.)\| Arbitro: \| Alexandre Boucaut \| |
| Arbitro:                         | Alexandre Boucaut |               |         |                                                                               |

| Arbitro: | Mohammed Abdulla Hassan Mohamed |

|                   |           |                                             |
| Al-Buraikan 90+6’ | Marcatori | 43’ Al-Dhefiri 45+1’ Al-Sanea 90’ Al-Faneni |

| Arbitro: | Khamis Al Marri |

|            |           |                                   |
| Nasser 79’ | Marcatori | 16’ (rig.), 32’ (rig.) Al-Muqbali |

| Arbitro: | Lionel Tschudi |

|  |           |                               |
|  | Marcatori | 29’ Al-Hamdan 58’ Al-Khabrani |

| Arbitro: | Ammar Al-Jeneibi |

|                             |           |                                                   |
| Nasser 59’ (rig.) Zanki 85’ | Marcatori | 45+1’Madan 69’Al-Shaikh 83’, 90+3’ Thiago Augusto |

| Arbitro: | Alexandre Boucaut |

|              |           |                                  |
| Al-Alawi 55’ | Marcatori | 26’ Al-Buraikan 42’, 57’ Bahebri |

## Fase finale

### Tabellone
|  | Semifinali     | Semifinali     | Semifinali     |                |         | Finale  | Finale | Finale |  |
|  |                |                |                |                |         |         |        |        |  |
|  | Iraq           | Iraq           | 2 (3)          |                |         |         |        |        |  |
|  | Iraq           | Iraq           | 2 (3)          |                |         |         |        |        |  |
|  | Bahrein (dtr)  | Bahrein (dtr)  | 2 (5)          |                |         |         |        |        |  |
|  | Bahrein (dtr)  | Bahrein (dtr)  | 2 (5)          |                | Bahrein | Bahrein | 1      |        |  |
|  |                |                |                |                | Bahrein | Bahrein | 1      |        |  |
|  |                |                | Arabia Saudita | Arabia Saudita | 0       |         |        |        |  |
|  | Arabia Saudita | Arabia Saudita | Arabia Saudita | Arabia Saudita | 0       | 1       |        |        |  |
|  | Arabia Saudita | Arabia Saudita |                |                |         |         |        |        |  |
|  | Qatar          | Qatar          | 0              |                |         |         |        |        |  |

### Semifinali
| Arbitro: | Ryuji Sato |

|                          |                      |                                                  |
| Ali 6’ Bayesh 18’        | Marcatori            | 14’ Al-Haza'a 47’ Marhoon                        |
| Faez Ismail Bayesh Qasim | Tiri di rigore 3 – 5 | Al-Hardan Al-Shaikh Marhoon Thiago Augusto Madan |

| Arbitro: | Ahmad Al-Ali |

|               |           |  |
| Al-Hamdan 28’ | Marcatori |  |

### Finale
| Arbitro: | Lionel Tschudi |

|                |           |  |
| Al Romaihi 69’ | Marcatori |  |

## Statistiche

### Classifica marcatori
5 reti
- Ali Mabkhout

3 reti
- Abdelkarim Hassan
- Akram Afif

2 reti
- Thiago Fernandes
- Abdul Aziz Al-Muqbali
- Mohammed Qasim
- Yousef Nasser

- Firas Al-Buraikan
- Abdullah Al-Hamdan
- Hattan Bahebri

1 rete
- Abdulla Al-Haza'a
- Ali Madan
- Jasim Al-Shaikh
- Mohamed Al Romaihi
- Mohamed Marhoon
- Alaa Abbas
- Alaa Abdul Zahra

- Ibrahim Bayesh
- Mohanad Ali
- Ahmed Al-Dhefiri
- Ahmed Zanki
- Sami Al-Sanea
- Mubarak Al-Faneni
- Rabia Al-Alawi

- Abdulaziz Hatem
- Almoez Ali
- Abdullah Al-Ahrak
- Boualem Khoukhi
- Hassan Al-Haydos
- Mohammed Al-Khabrani

### Premi
I seguenti premi sono stati assegnati:
| Premio             | Vincitore      |
| ------------------ | -------------- |
| Premio Fair Play   | Qatar          |
| Migliore Giocatore | Abdullah Otayf |
| Migliore Portiere  | Fawaz Al-Qarni |